# Von Mangoldt-functie
In de getaltheorie is de Von Mangoldt-functie een getaltheoretische functie, dus gedefinieerd op de positieve gehele getallen, opgesteld door en genoemd naar de Duitse wiskundige Hans von Mangoldt. De functie is alleen ongelijk aan 0 voor getallen die een macht van een priemgetal zijn, en heeft dan de waarde van de natuurlijke logaritme van dat priemgetal.

## Definitie
De Von Mangoldt-functie, meestal genoteerd als {\displaystyle \Lambda (n)}, is gedefinieerd door:
{\displaystyle \Lambda (n)={\begin{cases}\log p&{\mbox{als }}n=p^{k}{\mbox{ voor een priemgetal }}p{\mbox{ en een geheel getal }}k\geq 1,\\\\0&{\mbox{anders.}}\end{cases}}}
De waarden van de functie vormen een rij die begint met:
{\displaystyle 0,\log 2,\log 3,\log 2,\log 5,0,\log 7,\log 2,\log 3,0,\ldots }
De exponenten van de functiewaarden zijn gelijk aan 1 of het enkele priemgetal waarvan het argument een macht is. Expliciet geldt:
{\displaystyle e^{\Lambda (n)}={\frac {\rm {{kgv}(1,2,3,\ldots ,n)}}{\rm {{kgv}(1,2,3,\ldots ,n-1)}}}}
waarin {\displaystyle {\rm {kgv}}} het kleinste gemene veelvoud voorstelt.
De waarden vormen de rij  
{\displaystyle 1,2,3,2,5,1,7,2,3,\ldots }
die te vinden is als A014963 in OEIS.
De Von Mangoldt-functie is een belangrijk voorbeeld van een getaltheoretische functie die noch multiplicatief, noch additief is. De functie voldoet aan de volgende identiteit:
{\displaystyle \log n=\sum _{d\,\mid \,n}\Lambda (d)}.
De sommatie-index loopt dus over alle gehele getallen {\displaystyle d} die deler zijn van {\displaystyle n}. Dit resultaat is een gevolg van de hoofdstelling van de rekenkunde, aangezien de termen die geen macht van een priemgetal zijn, gelijk zijn aan 0. Stel bijvoorbeeld dat {\displaystyle n=12} met priemfactoren 
{\displaystyle n=12=2^{2}\times 3}.
Dan is:
{\displaystyle \sum _{d\,\mid \,12}\Lambda (d)=\Lambda (1)+\Lambda (2)+\Lambda (3)+\Lambda (4)+\Lambda (6)+\Lambda (12)=}
{\displaystyle =\Lambda (1)+\Lambda (2)+\Lambda (3)+\Lambda (2^{2})+\Lambda (2\times 3)+\Lambda (2^{2}\times 3)=}
{\displaystyle =0+\log 2+\log 3+\log 2+0+0=\log(2\times 3\times 2)=\log 12}.
De cumulatieve Von Mangoldt-functie, ook Chebyshev-functie, {\displaystyle \psi }, is gedefinieerd als
{\displaystyle \psi (x)=\sum _{n\leq x}\Lambda (n)}.
Von Mangoldt gaf een streng bewijs voor een expliciete formule voor {\displaystyle \psi (x)} met gebruikmaking van de som over de niet-triviale nulpunten van de Riemann-zèta-functie. Dit vormde een belangrijk deel van het eerste bewijs van de priemgetalstelling.